# ラオダミア (小惑星)
ラオダミア (1011 Laodamia) は、火星の軌道に外接している小惑星である。カール・ラインムートが1924年1月5日にハイデルベルクのケーニッヒシュトゥール天文台で発見した。
ギリシア神話にはラーオダメイアという女性が複数登場するが、その中の誰かに因んで名付けられたと考えられる。